# Orangeri
Et orangeri er benævnelsen for et drivhus, der benyttes til overvintring af citrustræer (tidligere kaldt orangetræer) og andre stedsegrønne planter. Da citrustræer kan nøjes med mindre lys i løbet af vinteren, findes der ofte kun vinduer på siderne, ikke i taget.
For at kunne holde frosten ude er orangeriet forsynet med mulighed for opvarmning, som dog kun benyttes, når stærk frost får temperaturen til at synke under frysepunktet. Orangerier har sin oprindelse i Frankrig, da man dyrkede gamle orangetræer til dekoration i store baljer. Et af de ældste orangerier er fra 1674 og ligger ved slottet Versailles nær Paris. Ved Rosenborg i Danmark fandtes et orangeri bygget under Christian 5. Det omdannedes 1875 til kaserne for livgarden, og det franske anlæg foran blev samtidig omdannet til eksercerplads.
Eksempler på klassiske orangerier, der stadig eksisterer, er Prinsgemalens Orangeri ved Fredensborg Slot og Brøndsalen på Frederiksberg. Desuden findes et privat orangeri på Bornholm mellem Listed og Bølshavn og ved Teglkås på østkysten.

## Orangerier i dag
Orangerier er i dag ikke forbeholdt overklassen og blot betegnelsen på et isoleret og opvarmet væksthus, hvor de planter der ikke tåler lave temperaturer kan overvintre. Orangeriet er både et sted for dyrkning, opbevaring og ophold. Til forskel fra et almindeligt drivhus er et orangeri typisk smukkere, med klassisk udseende og højt til kip, og ofte er der anvendt gode og gedigne materialer.